# Уржумская улица (Москва)
Уржу́мская у́лица  — улица на севере Москвы в районе Свиблово Северо-Восточного административного округа между Енисейской улицей и проездом Нансена. В прошлом улица входила в состав бывшего города Бабушкин как улица Кирова, в память о советском политическом деятеле Сергее Мироновиче Кирове. После включения в 1960 году в черту Москвы в целях устранения одноимённости улица в 1964 году была переименована по городу Уржум (ныне райцентр Кировской области), месту рождения Кирова.

## Расположение
Уржумская улица проходит с востока на запад параллельно Сибиряковской улице, начинается от Енисейской улицы, пересекает улицу Амундсена и заканчивается на проезде Нансена.

## Транспорт
По улице общественный транспорт не проходит. По улице названо служебное трамвайное кольцо, расположенное на Енисейской улице между остановками «Берингов проезд» и «Комбинат „Лира“ — Пенсионный фонд» (до 2015 года не обозначалось на официальной схеме маршрутов депо имени Баумана) и используемое в случае ремонта путей на участке севернее кольца.